# Janine Tischer
Janine Tischer (* 19. Mai 1984 in Meiningen) ist eine ehemalige deutsche Bobfahrerin und gehörte zur deutschen Nationalmannschaft im Damenbob.
Janine Tischer ist Polizeimeisterin der Bundespolizei und Mitglied im PSV Meiningen. Sie war von 2006 bis 2009 an der Bundespolizeisportschule Bad Endorf. Seit 2002 war sie als Anschieberin von Cathleen Martini und Sandra Kiriasis im Bobsport aktiv. Ihre größten Erfolge sind die Gewinne der Europameisterschaften 2005 und 2012, die Vizeweltmeisterschaft 2007 und 2008 und die Bronzemedaille bei der Weltmeisterschaft 2009. Zudem wurde sie auch Juniorenweltmeisterin mit Cathleen Martini. Weltcupsiege konnte sie bislang 8-mal feiern. Bei den Olympischen Winterspielen 2010 beendete sie mit Claudia Schramm den Wettbewerb im Zweierbob auf Rang 7. In der Saison 2011/12 konnte sie erstmals mit ihrer Pilotin Cathleen Martini den Gesamtweltcupsieg feiern.
2014 beendete Janine Tischer ihre sportliche Laufbahn. Sie ist verheiratet, Mutter einer Tochter und wohnt in Meiningen.